# Ölkorv

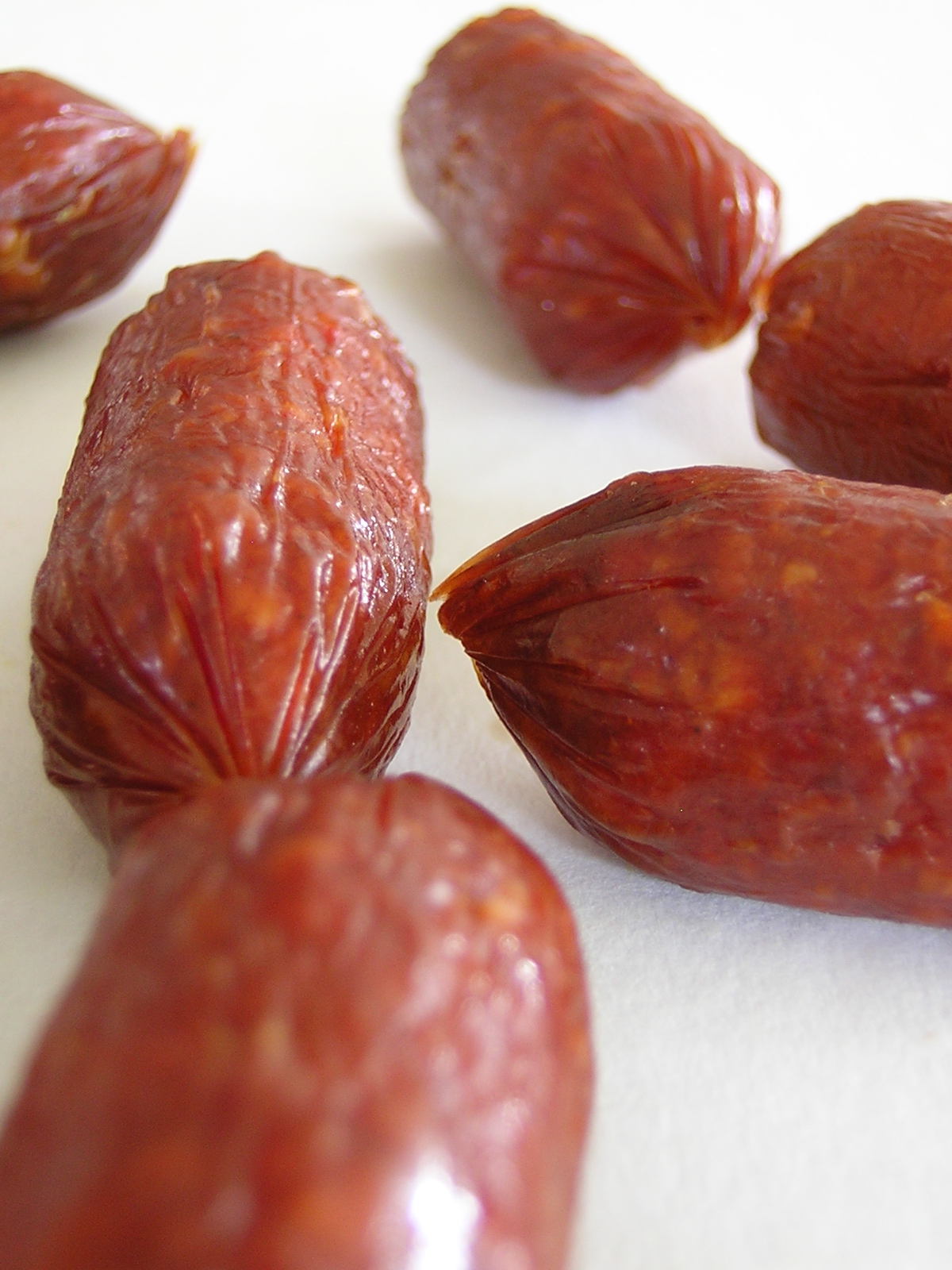
Korta ölkorvar.

Ölkorv påminner mycket om salami, men är oftast smalare och i längd från enstaka centimeter till några decimeter. Oftast innehåller ölkorv griskött eller nötkött, ibland även kött av får, älg, häst, kyckling eller olika typer av viltkött.
Ölkorv är i allmänhet hårt rökt och torkad, vilket gör den mycket hållbar. Kryddningen och saltningen är kraftigare än i annan korv. Vanliga smaksättningar är chilipeppar, enbär, ost, bacon, peppar och vitlök.
Ölkorv serveras som snacks, oftast till öl, men kan även användas som smaksättare i exempelvis grytor. Ölkorv blev vanligt i Sverige under mitten av 1990-talet och kom troligen från Tyskland (Bierwurst) och Polen (kiełbasa piwna).